# Сызранская земская управа

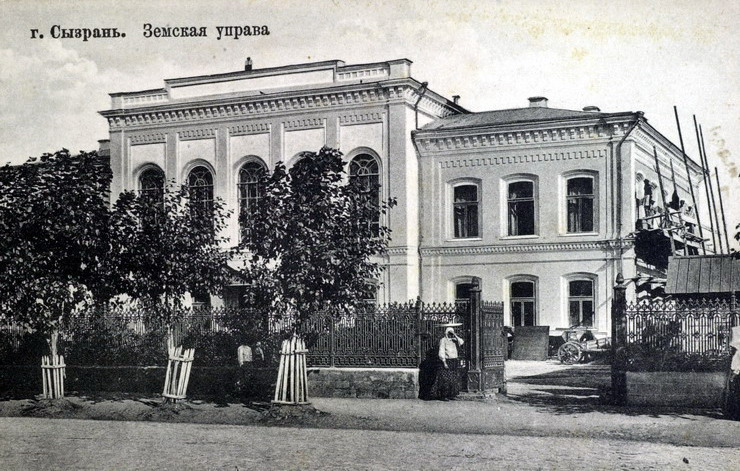
Здание Сызранской земской управы до Революции 1917 г.

Здание Сызранской земской управы — памятник регионального значения. Расположен на Советской улице.

## История
Сызранская земская управа была построена во второй половине XIX в. Двухэтажное здание, центр которого немного выдаётся вперёд, является симметричным, оно характеризуется уравновешенностью, гармоничностью и соблюдением ритма и пропорций. В здании вплоть до 1917 г. собиралось земство всего уезда и решало его насущные проблемы. 4 марта 1917 года после Февральской революции 1917 г. в здании земской управы прошёл митинг, на котором был порван портрет царя Николая II.
С советских времён и по сей день в здании располагается Детская художественная школа имени И. П. Тимошенко. В 2013 г. здание бывшей земской управы в числе 5 исторических зданий Сызрани вошло в список памятников, подлежащих реставрации.